# Genia Chef

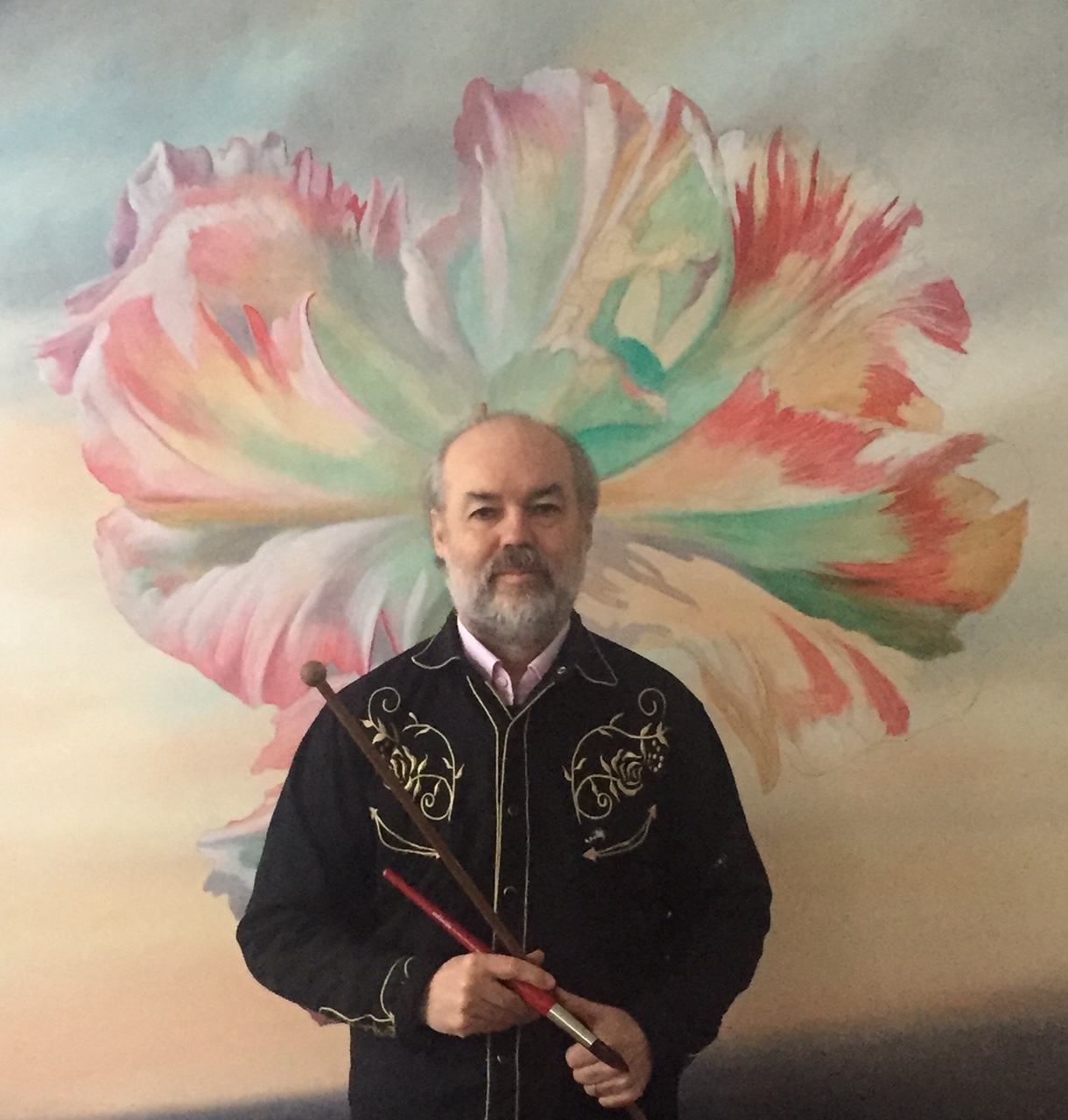
Genia Chef

Genia Chef (* 28. Januar 1954 in Aktjubinsk / UdSSR als Jewgenij Scheffer) ist ein deutsch-russischer Künstler (Malerei, Graphik, Installationen), der in Berlin lebt. Er gilt als Begründer des Post-Historismus, einer Kunstrichtung, die Elemente der traditionellen Malerei mit ästhetischen Experimenten verbindet und aktuelles Zeitgeschehen in Form einer neuen Mythologie interpretiert.

## Werdegang
Genia Chef wurde 1954 in Aktjubinsk, Kasachstan als Jewgenij Scheffer geboren. Sein Vater Wladimir Scheffer, ein Moskauer Fotojournalist, war als Opfer der stalinistischen Säuberungen aus politischen Gründen nach Kasachstan in den Gulag verbannt worden. Infolge seiner Rehabilitierung im Jahr 1961 durfte die Familie nach Moskau zurückkehren. Dort wuchs Genia Chef auf und studierte von 1972 bis 1977 am Moskauer Polygraphischen Institut bei Andrei Dmitrijewitsch Gontscharow (Graphik) und Dmitri Dmitrijewitsch Schilinski (Malerei). Er schloss das Studium mit dem ersten Preis für das Diplom ab (Illustrationen zu E.A. Poe). Nach seiner Übersiedlung in die Bundesrepublik Deutschland 1985 studierte er auf Einladung von Rudolf Hausner von 1988 bis 1993 an der Akademie der Bildenden Künste in Wien. Er war Meisterschüler von Arik Brauer, beendete das Studium 1993 mit dem Magister Artium und wurde mit dem Goldenen Fuegerpreis der Wiener Kunstakademie ausgezeichnet.

## Werk
Schon während des Studiums begann Genia Chef als Illustrator bei der Avantgarde-Zeitschrift „Znanie -Sila“ mitzuarbeiten, die nonkonformistischen Künstlern wie Yulo Sooster, der als ein Vorläufer des Moskauer Konzeptualismus gilt, eine Plattform bot. Chefredakteur der experimentellen Zeitschrift war Yuri Sobolev, eine Figur der Moskauer Underground-Kunstszene und Autor der Zeichentrickfilme „Es war einmal ein Kosjawin“, „Schmetterling“ und „Die Glasharmonika“. Den Künstlernamen Genia Chef nahm Jewgeni Scheffer an, als er in den 1970er-80er Jahren begann, an Ausstellungen der Moskauer Nonkonformisten in der Malaya Gruzinskaya Straße teilzunehmen. Hier stellte er mit Künstlern wie Viktor Pivovarov, Francisco Infante, Anatoli Swerew, Andrei Roiter, Semyon Faibisovich und Konstantin Khudiakov aus. Nach dem Studium am Moskauer Polygraphischen Institut lebte Genia Chef vor allem von Buchillustrationen, so wie andere nonkonformistische Künstler in der UdSSR jener Zeit (z. Bsp. Ilja Kabakow, Oleg Vasiliev oder Erik Bulatow). Er illustrierte u. a. E.A. Poe oder American Romantic Tales. Seine nonkonformistische Malerei war in dieser Periode von modernen westlichen Kunstströmungen beeinflusst. Nach der Übersiedlung in die Bundesrepublik Deutschland 1985 widmete sich der Künstler ganz der Malerei. Er verbrachte viel Zeit in dem spanischen Künstlerort Cadaques, wo er seinen posthistorischen Stil entwickelte (Manifest des Posthistorismus, 1986). Damals entstanden Arbeiten, in denen der Künstler ihm vertraute Figuren aus der russischen Geschichte wie Leo Tolstoi, Maxim Gorki oder W.I. Lenin in Landschaften der spanischen Mittelmeerküste inszeniert. Oft werden historische Personen wie Lenin, Stalin, Hitler, Mussolini entpolitisiert und als Statisten in der Weltgeschichte dargestellt. Anlässlich einer Ausstellung im ehemaligen Studio von Antonio Canova in Rom verfasste Genia Chef sein Manifest der Neo-Mythologie mit dem Titel „Viva Canova!“ (1995). Die Vermischung von post-historischen und neo-mythologischen Konzepten kennzeichnet seine Arbeiten dieser Periode (s. „Die Geburt der Mythen“, 1993, Diplomarbeit an der Wiener Kunstakademie). Eine umfassende Einzelausstellung im Staatlichen Russischen Museum in St. Petersburg mit dem Titel „Gloria Novi Saeculi“ („Glory of a New Century“) im Jahr 2011 präsentiert zahlreiche Schlüsselwerke beider Schaffensperioden.
2013 ist Genia Chef mit der Multimedia-Installation „Dead House“ im Offiziellen Begleitprogramm der 55. Biennale von Venedig vertreten (Palazzo Bembo, Collateral Events). Hier thematisiert der Künstler die Ermordung der russischen Zarenfamilie, auch im Weiteren bleibt dies ein wichtiger Aspekt in seinem Schaffen (mehrere Museumsausstellungen in Russland, 2017–2019).
2015 zeigen Genia Chef und sein Freund, der Schriftsteller Wladimir Sorokin, während der 56. Biennale von Venedig das Projekt „Pavillon Telluria“ im Palazzo Rocca Contarini Corfù. Genia Chefs „Archiv von Grenzzuständen“ besteht aus mehr als 200 kleinformatigen Arbeiten, die eine Art visuelles Tagebuch bilden. In ihrer Performance anlässlich der Ausstellungseröffnung treten beide Künstler im Kampf gegeneinander an: Genia Chef als Ritter mit Lanze und Schild, Wladimir Sorokin als Neandertaler mit Notebook und Holzstock. Die Auseinandersetzung symbolisiert das Aufeinanderprallen unterschiedlicher historischer Epochen.

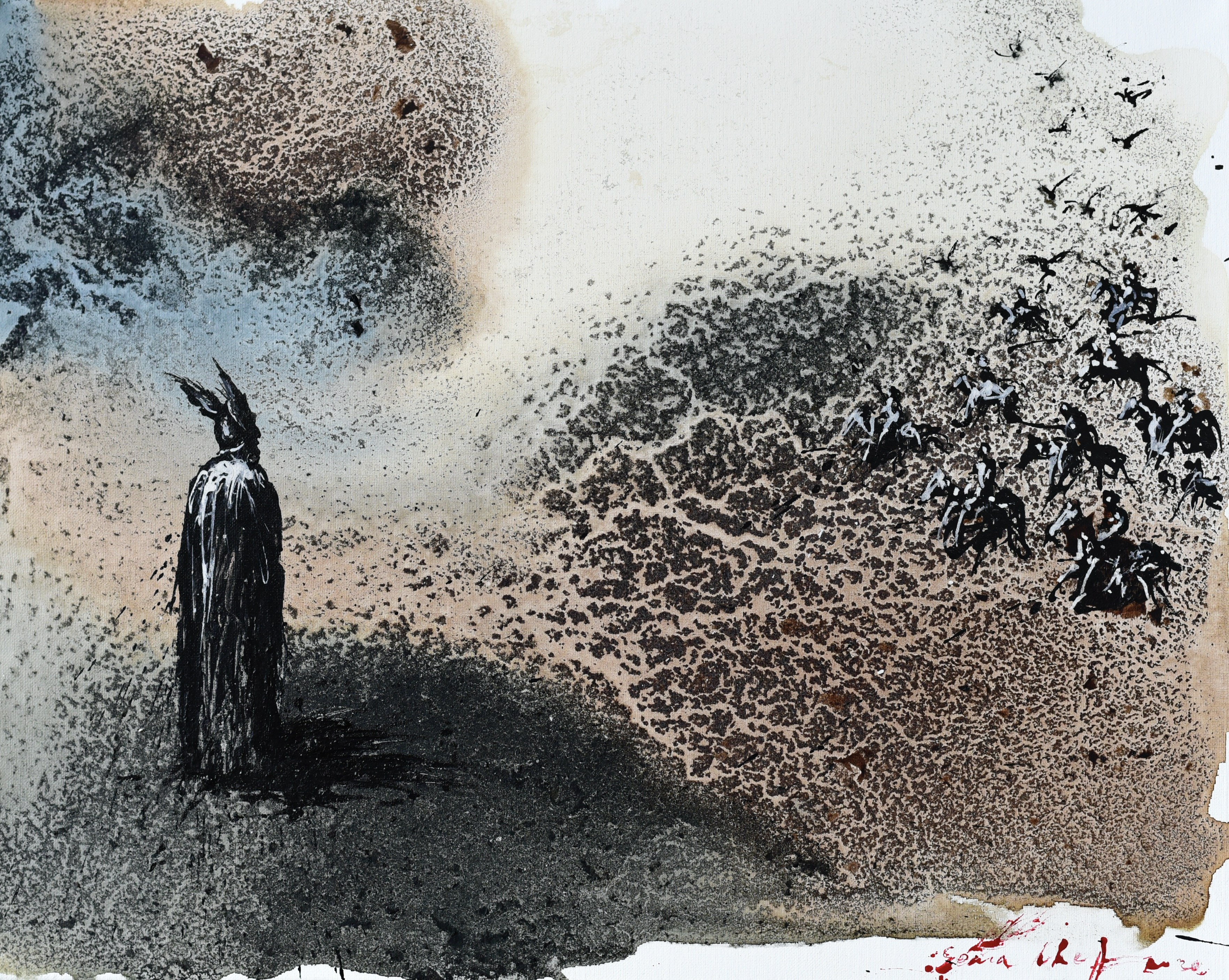
Nibelungenlied von Genia Chef

In neuerer Zeit interessiert Genia Chef die Idee des „New Renaissance Man“, des Schöpfers, der eine Symbiose aus Wissenschaftler und Künstler bildet. Inspiriert von den Forschungen des russischen Akademiemitglieds Wladimir Skulatschow zum „Leben ohne Altern“ entwickelt Genia Chef gemeinsam mit dessen Sohn Maxim Skulatschow das Konzept einer „Akademie der Unsterblichkeit“ („Academy of Immortality“).

## Ausstellungen (Auswahl)
- 1976: Erste Ausstellung der Avantgardisten. Gorkom of Graphic Artists, Malaya Gruzinskaya, Moskau
- 1976–85: Ausstellungen der Nonkonformisten, Moskau
- 1987: Don Quijote. Stadtmuseum Olot, Spanien
- 1988: Triennale. Stadtmuseum Ulm, Deutschland
- 1989: Galeria Maria Salvat, Barcelona, Spanien (Einzelausstellung)
- 1991: House of Latin America, Monte Carlo, Monaco Einzelausstellung (Schirmherrschaft von Prince Louis de Polignac)
- 1993: Monumental Propaganda. (Kuratoren Komar und Melamid), World Financial Center, New York
- 1994: Old Symbols, New Icons in Russian Contemporary Art. Stuart Levy Fine Art, New York, USA Ideal Landscapes: Artists from the Former Soviet Union. de Saisset Museum, Santa Clara/Kalifornien, USA
- 1994–95: Neo-Mythology and Regressive Projects. Stuart Levy Fine Art, New York (Einzelausstellung)
- 1997: Promenaden in Arkadien. Italienisches Kulturinstitut Berlin (Einzelausstellung)
- 1998: Neo-Academism and Electronic Art. New Academy, St. Petersburg
- 1998–99: It's the Real Thing: Soviet and Post-Soviet Sots Art and American Pop Art. Weisman Art Museum, Minneapolis, USA
- 1999: Play and Passion, Staatl. Russisches Museum, St. Petersburg[2]
- 1999: A 25 Year Retrospective on Non-Conformist Russian Art, Kolodzei Art Foundation, Kennan Institute, Washington, D.C., USA[3]
- 2000: The Hurricane of Time: Art of the 1960s through 2000. Kolodzei Art Foundation, Villa Ormond, San Remo, Italien L’Age d’Or. Museum-Center Luis Bunuel, Calanda, Spanien
- 2000–2001: Jesus Christ in Christian Art and Culture 14th to 20th Centuries, Staatl. Russisches Museum, St. Petersburg[4] u. Monasterio di Santa Chiara, San Marino
- 2001: Between Earth and Heaven, P.M.M.K Museum of Modern Art, Ostende, Belgien[5]
- 2001: The Sum is Greater Than the Parts: Collage & Assemblage in the Norton and Nancy Dodge Collection of Nonconformist Art from the Soviet Union, Zimmerli Art Museum, Rutgers University, New Brunswick, USA[6]
- 2002: Shock and Show. Festival of International Contemporary Art, Trieste, Italien
- 2002: Artists of the Ideal. Palazzo Forti, Verona, Italien
- 2003: Remembrance: Russian Post-Modern Nostalgia. Yeshiva University Museum, New York
- 2003: Foreign Visions. Stiftung Starke, Berlin u. Museum of Contemporary Art, Skopje, Nordmakedonien (Einzelausstellung) M°A°I°S V. Paradies, Bunker unter Alexanderplatz, Berlin
- 2004: HA KYPOPT! Russische Kunst Heute!, Kunsthalle Baden-Baden, Germany[7] u. Novy Manezh, Moskau
- 2004: Gods Becoming Men. Frissiras Museum, Athen, Griechenland Danses de la Mort. White Space Gallery, London (Einzelausstellung)
- 2005: Glory of a New Century. Experimental Art Foundation, Adelaide, Australien (Einzelausstellung)
- 2005: Western Biennale. John Natsoulas Art Center, Davis/Kalifornien, USA Finding Freedom: 40 Years of Soviet and Russian Art. Kolodzei Art Foundation, Leepa-Rattner Museum of Art, Tarpon Springs, USA
- 2006: Times of Change. The Art of 1960-85 in the Soviet Union, Staatl. Russisches Museum, St. Petersburg[8]
- 2006: Meditazione sulla Realta. Palazzo della Ragione, Mantua, Italien
- 2007: I Believe. II Moscow Biennale, Installation „My Personal Temple“. Vinsavod, Moskau
- 2008: Power of Water. Staatl. Russisches Museum, St. Petersburg
- 2009: Born in the USSR - Russian Art from Germany. Auswärtiges Amt, Berlin
- 2010: Shattered Utopia. Russian Art of the Soviet and Post-Soviet Periods from the Wayne F.Yakes, M.D.Collection, Fort Collins Museum of Art, USA[9]
- 2010: The Sky in Art, Staatl. Russisches Museum, St. Petersburg[10]
- 2011: Glory of a New Century, Staatl. Russisches Museum, St. Petersburg (Einzelausstellung)[11]
- 2011: Points of View, Art Museum, Boulder, USA[12]
- 2013: Installation Dead House, im Rahmen von Personal Structures. Palazzo Bembo, Collateral Events, 55. Biennale von Venedig
- 2013: Russisches Berlin, im Rahmen des Festivals White Nights, Central Exhibition Hall, Perm, Russland[13]
- 2014: Genia Chef, Ilya Kabakov, Oleg Vassiliev. The Blinding Light of History. University of New Mexico Art Museum, Albuquerque, USA[14]
- 2015: Pavillon Telluria (in Kooperation mit Wladimir Sorokin), Palazzo Rocca Contarini Corfu, während der 56. Biennale von Venedig
- 2017: Installation „Desintegration of the Black Square“. APS Mdina Cathedral Contemporary Art Biennale, Malta.[15]
- 2018–2019: Family Album, Museum of Fine Arts Kaluga, Russland und später Wanderausstellung durch Museen der Region Moskau (Einzelausstellung)
- 2019: Masters of Russian Realism: Oleg Vassiliev - Genia Chef - Komar and Melamid. Columbus State University, Georgia, USA
- 2019/2020: On the Edge of the World. Staatl. Kunstmuseum Novosibirsk, Russland (Einzelausstellung)[16]
- 2020: Academy of Immortality, im Rahmen der Wanderausstellung ART-PROJECT[17]
- 2020:, Architekturmuseum, Moskau
- 2020-21: NIBELUNGENLIED, Liechtensteinisches Landesmuseum, Vaduz, Einzelausstellung, Buchveröffentlichung ISBN 978-3-945867-36-5
- 2021-24: NIBELUNGENLIED, SiegfriedMuseum, Xanten; Schloss Drachenburg, Königswinter; Neues Museum, Schloss Sayn, Bendorf; Burg Pfalzgrafenstein, Kaub am Rhein; Museum Heylshof, Nibelungenmuseum Worms; Schloss Harburg; Kulturmodell Passau; Palais Palffy, Wien; Nationalmuseum Burg Esztergom, Ungarn
- 2023: Installation EVAPhrodite (Original Sin), APS Mdina Cathedral Contemporary Art Biennale, Malta
- 2024: The Body Implied: The Vanishing Figure in Soviet Art, Zimmerli Art Museum[18], New Brunswick, USA
- 2025: Romanovs - The New Orthodox Martyr Saints - The Romanovs, Mdina Cathedral Museum, Malta

## Buchillustrationen (Auswahl)
- Illustrationen in der monatl. Avantgarde-Zeitschrift „Znanie-sila“, Moskau, 1976–1981
- Mihail Eminescu, Luceafarul, Verlag Detskaya Literatura, Moskau, 1979
- K.K.Sluchevsky, Poetry, Verlag Detskaya Literatura, Moskau, 1983
- Vil Lipatov, The Stoletov Dossier, Verlag Raduga, Moskau, 1983
- E.A.Poe, Prose and Poetry, Verlag Raduga, Moskau, 1983
- Vsevolod Garshin, Amapola Roja, Verlag Raduga, Moskau, 1984
- American Romantic Tales, Verlag Raduga, Moskau, 1984
- Erich Kästner, Ausgewählte Prosa u. Gedichte, Verlag Raduga, Moskau, 1985 (Buchcover)
- Alexander Genis, USA From A to Z, Uralskij Universitet Publ., Ekaterinburg, 1997
- Mikhail Epstein, Aleksandr Genis, Russian Postmodernism: New Perspectives on Post-Soviet Culture, Berghahn Books, 1999
- Michael Lederer, Nothing Lasts Forever Anymore, Parsifal Ediciones, Barcelona 1999 (Buchcover und Illustrationen), ISBN 978-84-87265-99-0
- Wiktor Pelewin, Buddha’s Little Finger, Penguin, NY, 2000 u. Mondadori, Milano (Buchcover)
- Richard Faber, Das ewige Rom oder: die Stadt und der Erdkreis. Zur Archäologie „abendländischer“ Globalisierung, Verlag Koenigshausen Neumann, 2001 (Buchcover), ISBN 978-3-8260-2034-6.
- Michael Lederer, The Great Game, PalmArt Press, Berlin 2012, ISBN 978-3-941524-12-5 (Buchcover).
- Michael Lederer, Cadaqués, Parsifal Ediciones, Barcelona 2014 (Buchcover)

## Referenzen
- R.Santos Torroella, Genia Chef y la perestroika, ABC, Madrid, 6/1989
- F. Miralles, Genia Chef, voluntad moralizante y estetica, La Vanguardia, Barcelona, 6/1989
- L.Prudovsky, Genia Chef – Manierist i Kosmopolit, Ogonyok, 13/1992
- Constantin Boym, Regressive Design, Metropolis, NY, 5/1993
- В.Завалишин, Сумерки лжепророка, Русская Жизнь, Сан Франсиско, 5/1994
- Н.Козлова, От революции к эротике, Новое Русское Слово, Нью-Йорк, 7/1994
- А.Генис, Третий Рим Жени Шефа, Панорама, Нью-Йорк, 1/1995
- J.Croghan, Realistic Painting in An Imaginary Landscape, American Artist, 12/1995
- В.Моев, Упразднитель времени. Женя Шеф о себе, о кризисе авангардизма и о новом Ренессансе, Литературная Газета, Москва, 11/1998
- J.M.Cadena, Las revoluciones olvidadas de Genia Chef, El Periodico, Barcelona, 6/1999
- F.Miralles, Imaginativo Genia Chef – las dictaduras, la historia el ordenador, La Vanguardia, Barcelona, 7/1999
- The International Who’s Who 2000, Europa Publ., London ISBN 1-85743-050-6, Library of Congess Catalog Card number 35-10257
- Edward Lucie-Smith: The Glory of Angels. Harper Design Pub., London 2000, ISBN 0-06-178777-9 (englisch).
- Edward Lucie-Smith, Art Tomorrow, Terrail ed., Paris, 2002 EAN 9782879392493
- Edward Lucie-Smith, Visions of Hellfire, Critic’s Diary, London, ArtReview, September 2002
- Blumen aus Niemandsland, hrsg. von Präsident des Abgeordnetenhauses Berlin, Berlin 2003
- M°A°I°S 5 – Paradies (Ausstellungskatalog), hrsg. von Torsten und Nina Römer, Berlin 2004, ISBN 3-00-013874-9.
- HA KYPOPT! Russische Kunst Heute, hrsg. von Mathias Winzen und Georgy Nikitsch, Wienand Verlag, Köln 2004, ISBN 3-87909-835-2
- Lexikon der phantastischen Künstler. Hrsg. Gerhard Habarta, Wien, 2010 ISBN 978-3-8482-6307-3
- Genia Chef, Glory of a New Century, Palace Ed., St. Petersburg, 2011, ISBN 978-3-86384-054-9 (Katalog zur Ausstellung im Russischen Museum St. Petersburg)
- Genia Chef, On the Edge of the World, Novosibirsk, 2019
- Стародубцева З.Б. Русские художники за рубежом. 1970–2010-е годы, изд. БуксМАрт, Москва 2020, ISBN 978-5-907043-69-5.
- Russian Art in the New Millennium, Edward Lucie-Smith and Sergei Reviakin, Unicorn Publishing, London 2022, ISBN 978-1-913491-72-7